# Kachhla
Kachhla es un pueblo y nagar Panchayat situado en el distrito de Badaun en el estado de Uttar Pradesh (India). Su población es de 9471 habitantes (2011). 

## Demografía
Según el  censo de 2011 la población de Kachhla era de 20725 habitantes, de los cuales el 54% eran hombres y el 46% eran mujeres. Kachhla tiene una tasa media de alfabetización del 37%, inferior a la media nacional del 59,5%: la alfabetización masculina es del 46%, y la alfabetización femenina del 27%.